# Agustí Torelló
Agustí Torelló i Ros (nacido en San Sadurní de Noya (Cataluña), 21 de noviembre de 1863 – muerto en Barcelona, 13 de diciembre de 1932) fue un violinista, director de orquesta, compositor y profesor de música español.

## Biografía
Proveniente de familia de músicos, su abuelo y su padre habían sido contrabajistas de conjuntos locales, y su hermano Antoni fue un contrabajista de renombre. Todavía tuvo otros hermanos músicos, como Rafael y Pere Torelló y Ros; un primo segundo, Antoni Torelló y Romeu, era violín director de la orquestina local Els Escolans. Agustí Torelló tocó el violín con la orquesta familiar Els Escolans. Posteriormente, se trasladó en Barcelona, donde dirigió la Orquesta Sinfónica de Barcelona y la del Liceo (ya en 1895), y fue concertista con la Orquesta Pau Casals. En el año 1899 era presidente del "Centro Musical de Barcelona". En el año 1901 anunció que dejaba su cargo de director de la orquesta Unión Artística; poco después, y junto con su hermano Pere de contrabajista, fundaba su propia Unión Filarmónica, que dirigió entre los años 1901 y 1930. También se dedicó a la enseñanza de la música, y en 1897 fue admitido como profesor de violín de la Escuela Municipal de Música; en 1920 lo era del conservatorio del Liceo y durante muchos años se anunció en la prensa barcelonesa como profesor particular de violín.
Compuso las americanas La Campesina, para piano (1889) y Niceta (hacia 1891).
Agustí Torelló y su hijo Josep Maria fueron socios de la Sociedad Económica Barcelonesa de Amigos del País. Su hija Mercè Torelló y Solà tocó el arpa en la orquesta del Liceo. Tuvo todavía un tercer hijo, Agustí.